# Ronde van Emilia
De Ronde van Emilia (Italiaans: Giro dell'Emilia) is een jaarlijkse wielerwedstrijd, die doorgaans in oktober wordt verreden in de Italiaanse regio Emilia-Romagna met de hoofdstad Bologna als start- en finishplaats.

## Algemeen
Het parcours bevat beklimmingen in Monzuno en Loiano halverwege de koers, en wordt afgesloten met een aantal lokale ronden met de lastige beklimming naar het heiligdom van het Santuario Madonna di San Luca in Bologna waar de aankomst heuvelop is. 
In 1997 was Reggio Emilia de enige uitzondering als finishplaats. Negentien keer vond de start vanuit elf verschillende plaatsen dan Bologna plaats. In 1976 vond de start in Carpi plaats, evenals in 2000. Ravenna was startplaats van 1980-1983, in 1984 was de start bij de Basiliek van Sant'Apollinare in Classe (nabij Ravenna) en in 1985 in Reggio Emilia. In 1997 was  Finale Emilia startplaats, in 1998 Modena evenals in 2012 en 2013. In 1999 was dit Ferrara en van 2001-2006 Cento. De plaatsen Formigine, Fiorano Modenese en Sassuolo waren startplaats in respectievelijk 2007, 2008 en 2009.
In 2020 vond de koers in augustus plaats vanwege de herschikking van de  wielerkalender van dat jaar naar aanleiding van de coronapandemie.

## Mannen
De eerste editie van de ronde vond plaats in 1909. De Ronde van Emilia maakte sinds 2005 deel uit van de UCI Europe Tour. In 2020 werd hij opgenomen op de nieuwe UCI ProSeries-kalender. Deze najaarsklassieker werd 25 keer door een buitenlander gewonnen waarvan zowel driemaal door een Belg als door een Nederlander. Eddy Merckx zegevierde in 1972, Roger De Vlaeminck in 1976, Michael Boogerd in 1999, Robert Gesink in 2009 en 2010 en Jan Bakelants in 2015.

### Meervoudige winnaars
| Overwinningen | Renner               | Land      | Jaren                        |
| ------------- | -------------------- | --------- | ---------------------------- |
| 5             | Costante Girardengo  | Italië    | 1918, 1919, 1921, 1922, 1925 |
| 3             | Fausto Coppi         | Italië    | 1941, 1947, 1948             |
| 3             | Gianni Motta         | Italië    | 1968, 1969, 1971             |
| 3             | Davide Cassani       | Italië    | 1990, 1991, 1995             |
| 3             | Primož Roglič        | Slovenië  | 2019, 2021, 2023             |
| 2             | Adolfo Leoni         | Italië    | 1942, 1946                   |
| 2             | Luciano Maggini      | Italië    | 1950, 1951                   |
| 2             | Gino Bartali         | Italië    | 1952, 1953                   |
| 2             | Nino Defilippis      | Italië    | 1954, 1955                   |
| 2             | Bruno Monti          | Italië    | 1956, 1957                   |
| 2             | Diego Ronchini       | Italië    | 1958, 1961                   |
| 2             | Michele Dancelli     | Italië    | 1965, 1967                   |
| 2             | Franco Bitossi       | Italië    | 1970, 1973                   |
| 2             | Francesco Moser      | Italië    | 1974, 1979                   |
| 2             | Pierino Gavazzi      | Italië    | 1981, 1982                   |
| 2             | Francesco Casagrande | Italië    | 1994, 2002                   |
| 2             | Gilberto Simoni      | Italië    | 2000, 2005                   |
| 2             | Robert Gesink        | Nederland | 2009, 2010                   |
| 2             | Davide Rebellin      | Italië    | 2006, 2014                   |

### Overwinningen per land
| Overwinningen | Land                                              |
| ------------- | ------------------------------------------------- |
| 83            | Italië                                            |
| 4             | Slovenië                                          |
| 3             | België, Colombia, Nederland, Rusland              |
| 2             | Spanje, Zwitserland                               |
| 1             | Duitsland, Frankrijk, Luxemburg, Portugal, Zweden |

## Vrouwen
Vanaf 2014 wordt er ook een wedstrijd voor vrouwen verreden, de  Giro dell'Emilia Internazionale Donne Elite genaamd. De eerste vier edities werden gewonnen door Italiaanse rensters: Rossella Ratto, Elisa Longo Borghini (twee keer) en Tatiana Guderzo. Longo Borghini is recordhoudster met in totaal vier zeges. In 2019 won de Nederlandse Demi Vollering.
Alle edities finishten in Bologna op de beklimming naar het heiligdom van het Santuario Madonna di San Luca. De eerste acht edities gingen ook van start in Bologna.
| Jaar | Datum | Afstand  | Eerste                    | Tweede               | Derde                 |
| ---- | ----- | -------- | ------------------------- | -------------------- | --------------------- |
| 2014 | 11-10 | 99,0 km  | Rossella Ratto            | Edwige Pitel         | Giorgia Bronzini      |
| 2015 | 10-10 | 99,0 km  | Elisa Longo Borghini      | Ashleigh Moolman     | Amber Neben           |
| 2016 | 24-09 | 98,8 km  | Elisa Longo Borghini      | Ashleigh Moolman     | Alena Amialiusik      |
| 2017 | 30-09 | 98,8 km  | Tatiana Guderzo           | Rasa Leleivytė       | Rossella Ratto        |
| 2018 | 6-10  | 98,8 km  | Rasa Leleivytė            | Arlenis Sierra       | Cecilie Uttrup Ludwig |
| 2019 | 5-10  | 98,8 km  | Demi Vollering            | Elisa Longo Borghini | Nikola Nosková        |
| 2020 | 18-08 | 87,2 km  | Cecilie Uttrup Ludwig     | Rasa Leleivytė       | Pauliena Rooijakkers  |
| 2021 | 2-10  | 87,2 km  | Margarita Victoria García | Arlenis Sierra       | Rachel Neylan         |
| 2022 | 1-10  | 89,7 km  | Elisa Longo Borghini      | Veronica Ewers       | Sofia Bertizzolo      |
| 2023 | 30-09 | 103,5 km | Cecilie Uttrup Ludwig     | Marta Cavalli        | Juliette Labous       |
| 2024 | 5-10  | 113,8 km | Elisa Longo Borghini      | Évita Muzic          | Juliette Labous       |

### Meervoudige winnaars
| Overwinningen | Renster               | Land       | Jaren                  |
| ------------- | --------------------- | ---------- | ---------------------- |
| 4             | Elisa Longo Borghini  | Italië     | 2015, 2016, 2022, 2024 |
| 2             | Cecilie Uttrup Ludwig | Denemarken | 2020, 2023             |

### Overwinningen per land
| Overwinningen | Land                        |
| ------------- | --------------------------- |
| 6             | Italië                      |
| 2             | Denemarken                  |
| 1             | Litouwen, Nederland, Spanje |

Schwalbe Women's One Day Classic · 
Ronde van Valencia · 
Wielerweek van Valencia · 
GP Oetingen · 
Nokere Koerse · 
Dwars door Vlaanderen · 
Brabantse Pijl · 
Clásica Féminas de Navarra · 
Veenendaal-Veenendaal Classic · 
Ronde van Thüringen · 
GP Fourmies · 
Grote Prijs van Stuttgart · 
Ronde van Emilia · 
GP Ciudad de Eibar · 
Ronde van de Drie Valleien
Mannen:
1909 · 1910 · 1911 · 1912 · 1913 · 1914 · 1915 · 1916 · 1917 · 1918 · 1919 · 1920 · 1921 · 1922 · 1923 · 1924 · 1925 · 1926 · 1927 · 1928 · 1929 · 1930 · 1931 · 1932 · 1933 · 1934 · 1935 · 1936 · 1937 · 1938 · 1939 · 1940 · 1941 · 1942 · 1943 · 1944 · 1945 · 1946 · 1947 · 1948 · 1949 · 1950 · 1951 · 1952 · 1953 · 1954 · 1955 · 1956 · 1957 · 1958 · 1959 · 1960 · 1961 · 1962 · 1963 · 1964 · 1965 · 1966 · 1967 · 1968 · 1969 · 1970 · 1971 · 1972 · 1973 · 1974 · 1975 · 1976 · 1977 · 1978 · 1979 · 1980 · 1981 · 1982 · 1983 · 1984 · 1985 · 1986 · 1987 · 1988 · 1989 · 1990 · 1991 · 1992 · 1993 · 1994 · 1995 · 1996 · 1997 · 1998 · 1999 · 2000 · 2001 · 2002 · 2003 · 2004 · 2005 · 2006 · 2007 · 2008 · 2009 · 2010 · 2011 · 2012 · 2013 · 2014 · 2015 · 2016 · 2017 · 2018 · 2019 · 2020 · 2021 · 2022 · 2023 · 2024
Vrouwen:
2014 · 2015 · 2016 · 2017 · 2018 · 2019 · 2020 · 2021 · 2022 · 2023 · 2024